# 조지 볼독
조지 헨리 아이버 볼독(영어: George Henry Ivor Baldock, 그리스어: Τζορτζ Μπάλντοκ 조르즈 발도크[*], 1993년 3월 9일~2024년 10월 9일)은 잉글랜드와 그리스의 전 축구 선수로 선수 시절 포지션은 라이트백 또는 라이트 윙백였다.
볼독은 영국에서 태어났지만 할머니를 통해 그리스 혈통으로 인해 그리스 국적을 보유하고 있으며, 국제대회에서 그리스 대표팀을 대표했다.

## 국가대표팀 경력
2022년 5월 그리스 축구 국가대표팀의 감독인 구스타보 포예트에게 대표팀 선수로 소집되었다. 그 해 6월 북아일랜드와의 유럽 네이션스리그 경기를 통해 A매치에 데뷔했다.

## 사망
볼독은 2024년 10월 9일 31세의 나이로 아테네 글리파다에 있는 자신의 집 수영장에서 익사한 채 발견되었다. 익사한 정황 및 정확한 사인은 알려지지 않았다.